# شهرستان هوما
شهرستان هوما (به چینی: 呼玛县) یا کومار (به اوروچن: kumaar jaamun) یک شهرستان در استان هئی‌لونگ‌جیانگ چین است که در تابعیت ولایت کوه‌های خینگان بزرگ قرار دارد. شهرستان هوما ۱۴٬۲۰۴٫۶۶ کیلومتر مربع مساحت و ۳۶٬۳۶۲ نفر جمعیت دارد و ۱۷۰ متر بالاتر از سطح دریا واقع شده‌است.
دو منطقه شین‌لین و هوژونگ (و شهرک‌ها و قصبه‌های تابعهٔ‌ آنان) رسما به عنوان بخشی از اراضی شهرستان هوما شناخته می‌شوند. اما حکومت ولایتی ولایت کوه‌های خینگان بزرگ این دو منطقه را تاسیس کرده است. این مناطق توسط وزارت امور داخله جمهوری خلق چین به رسمیت شناخته نشده‌اند، اما در ادارهٔ‌ آمار چین‌، از کد و ردیف خاص خویش برخوردارند.

## تقسیمات اداری
شهرستان هوما ۲ شهرک، ۵ قصبه، و ۱ قصبه قومیتی (برای اوروچن) تابعه تقسیم شده است.  یک «اداره» هم‌سطح قصبه نیز تابع این شهرستان می‌باشند، مانند نواحی اداری مزارع و مراتع.
- شهرک هان‌جیایوان (韩家园镇، Hánjiāyuán zhèn)
- شهرک هوما (呼玛镇، Hūmǎ zhèn)

- قصبه بئی‌جیانگ (北疆乡، Běijiāng xiāng)
- قصبه اووپو (鸥浦乡، Ōupǔ xiāng)
- قصبه جین‌شان (金山乡، Jīnshān xiāng)
- قصبه سان‌کا (三卡乡، Sānkǎ xiāng)
- قصبه شینگ‌هوا (兴华乡، Xìnghuá xiāng)

- قصبه قومیتی اوروچن بای‌یین‌نا (白银纳鄂伦春族乡، Báiyínnà èlúnchūnzú xiāng)

- ادارهٔ جنگل‌داری هان‌جیایوان (韩家园林业局، Hánjiāyuán línyèjú)